# Gymnocalycium erinaceum
Gymnocalycium erinaceum (J.G.Lamb., 1985; укр. Гімнокаліціум ерінацеум, гімнокаліціум їжаковий) — кактус роду гімнокаліціум (підрід Microsemineum).

## Етимологія
Видова назва походить від лат. erinaceum — їжаковий.

## Загальна біоморфологічна характеристика
Рослини поодинокі, від приплюснуто-кулястих до кулястих, сіро-зелені до коричнево-зелених, сизуваті, до 5 см заввишки і 5,5 см в діаметрі. Ребер 12. Колючки темно-коричневі, з віком сірувато-білі, з темними кінчиками і основами. Центральних колючок 1-2, до 10 мм завдовжки. Радіальних колючок 7-9, прямі, одна направлена донизу, інші попарно — в сторони, 6-8 мм завдовжки. Квіти воронкоподібні, білі, до 5,5 см завдовжки і 4,8 см в діаметрі. Плоди веретеноподібні, синюваті, до 1,6 см завдовжки і 1,3 см в діаметрі.

## Ареал
Цей вид є ендемічним в Аргентині, де він зустрічається у провінції Кордоба.

## Екологія
Росте в лісах на висоті від 500 до 1 200 м над рівнем моря.

## Охорона у природі
Рідкісний вид. Gymnocalycium erinaceum входить до Червоного списку Міжнародного Союзу Охорони Природи, стан — в найменшому ризику.
Gymnocalycium erinaceum має відносно широкий ареал. Чисельність рослин у популяціях невелика, але стабільна. Рослини збираються у дикій природі для використання у декоративних цілях, але це не є головною загрозою.
На природоохоронних територіях Аргентини цей вид не присутній.